# 사다코 디엑스
사다코 디엑스(DX)는 링 시리즈인 2024년 7월 1일에 개봉했던 일본의 공포영화다

## 줄거리
IQ 200의 천재로 저주의 방정식의 도전하다. 무조건을 본다는 사람에게 죽게되던 저주의 비디오.어느 날 IQ 200의 천재로 날렸던 대학생 이야카는 영매사 켄신에게서 비디오의 수수께끼를 풀어보라는 권유를 받게 된다. 반신반의하던 아야카는 저주의 걸렸던 여동생을 돕기 위해서 비디오를 보게 되지만 비디오의 저주가 변이되고 있다는 것을 발견하게 된다. 아야카는 변이의 법칙 속에서 "안 보면 죽는다"라는 결론에 다다르게 되면서 절망에 빠지게 된다

## 출연
- 코시바 후우카 : 이치조 아야카 역